# Mario Alberti (economista)
Mario Alberti (Trieste, 4 maggio 1884 – Como, 18 gennaio 1939) è stato un economista e banchiere italiano.

## Biografia
Membro della commissione italiana finanziaria al congresso di Parigi, Cannes e Genova, membro del comitato per le riparazioni tedesche e per il regolamento dei debiti di guerra nel 1925, divenne per questo ministro plenipotenziario. Fu pubblicista, lavorando come collaboratore economico per Il Piccolo oltre a scrivere per altri importanti quotidiani e riviste come La Tribuna, Nuova Antologia, Il giornale degli economisti e La rivista bancaria. Direttore del Credito Italiano, nel 1925 fondò la Banca nazionale d'Albania, della quale fu presidente. Fu professore di materie economiche all'Università Bocconi (1926-31) e all'Università Cattolica di Milano (dal 1931) e scrisse di politica monetaria (Il volto e l'anima della moneta, 1930; La guerra delle monete, 3 voll., 1937). Ci lasciò alcune opere economiche di grande valore.